# The Miracle Worker (1962)
The Miracle Worker is een door critici geprezen film uit 1962 onder de regie van Arthur Penn. De film is gebaseerd op het gelijknamige toneelstuk van William Gibson. Gibson haalde voor zijn werk inspiratie uit de autobiografie van Helen Keller.

## Verhaal
De film vertelt het verhaal van Helen Keller, die als baby als gevolg van roodvonk doofblind wordt. Gefrustreerd door haar onbekwaamheid te kunnen communiceren, groeit ze op 7-jarige leeftijd uit tot een ware rebel. Haar ouders weten niet wat ze met haar aan moeten en huren gouvernante en lerares Annie Sullivan in. Om haar een opvoeding te geven, zal Annie eerst Helens koppigheid moeten breken.

## Rolverdeling
| Acteur           | Personage              |
| ---------------- | ---------------------- |
| Anne Bancroft    | Annie Sullivan         |
| Patty Duke       | Helen Keller           |
| Victor Jory      | Kapitein Arthur Keller |
| Inga Swenson     | Kate Keller            |
| Andrew Prine     | James Keller           |
| Kathleen Comegys | Tante Ev               |

## Prijzen en nominaties

### Oscars
Gewonnen
- Oscar voor beste actrice (Anne Bancroft)
- Oscar voor beste vrouwelijke bijrol (Patty Duke)

Genomineerd
- Oscar voor beste regisseur (Arthur Penn)
- Oscar voor beste oorspronkelijke scenario (William Gibson)
- Oscar voor beste kostuumontwerp (Ruth Morley)

### Golden Globes
Genomineerd
- Best dramafilm
- Beste actrice in een dramafilm (Anne Bancroft)
- Beste vrouwelijke bijrol (Patty Duke)

## Trivia
- Anne Bancroft en Patty Duke speelden de rol eerder in het toneelstuk.
- De studio wilde in eerste instantie een grote naam voor de hoofdrol. Ze boden Penn een budget van $2 miljoen aan als hij Elizabeth Taylor of Audrey Hepburn zou kiezen en "slechts" $500.000 als hij Bancroft voor de rol wilde.
- De studio wilde in eerste instantie ook Patty Duke vervangen. Duke was inmiddels een tiener en moest een 7-jarige spelen. Na lang aarzelen kreeg ze de rol toch.
- Bancroft was niet aanwezig op de avond dat zij de Oscar won. Actrice Joan Crawford haalde deze namens haar op.
- In de remake uit 1979 speelde Duke de rol van Annie Sullivan.